# Komornik
Koordinati:   43°58′04″N, 15°23′34″E
Komornik je majhen nenaseljen otoček južno od Zadra.
Komornik, na katerem stoji svetilnik, leži okoli 1,2 km vzhodno od Pašmana med otočkoma Babac in Galešnjak. Njegova površina meri 0,152 km². Dolžina obalnega pasu je 1,59 km. Najvišji vrh je visok 19 mnm.
Iz pomorske karte je razvidno, da svetilnik, ki stoji na severovzhodni strani otočka, oddaja svetlobni signal: R Bl 3s.